# Geoffrey Owens
Geoffrey Louis Owens (Nueva York, 18 de marzo de 1961) es un actor estadounidense conocido por su papel como Elvin Tibideaux en The Cosby Show (1985-1992). Es el hijo del excongresista de los Estados Unidos Major Owens.

## Primeros años y educación
Owens nació en Brooklyn, Nueva York, hijo de Ethel, una profesora de música y de literatura, y de Major Owens, un bibliotecario que más tarde se convirtió en senador de Nueva York y en congresista de los Estados Unidos. Tiene dos hermanos. Owens asistió al High School of Performing Arts durante un año y se graduó cum laude en la Universidad Yale en 1983.

## Carrera
Uno de los primeros papeles de Owen fue en una actuación de teatro local en Arcata High School, donde desempeñó el papel principal en una representación de Peter Pan. Este inicio fue lo que lo impulsó a convertirse en actor más adelante en la vida.
En 1985, Owens hizo su debut televisivo en la segunda temporada de la sitcom de NBC The Cosby Show como el novio de Sondra Huxtable, Elvin Tibideaux. Tibideaux se casó con Sondra y se convirtió en un personaje regular de la serie en 1987, apareciendo en la serie hasta su final en 1992.
Ha aparecido como él mismo en la sitcom de FX It's Always Sunny in Philadelphia. En el episodio "The Gang Gets Invincible" de la temporada 3, aparece en las pruebas públicas de los Philadelphia Eagles como un actor pretendiendo ser Donovan McNabb haciendo un enchufe para McDonald pero la pandilla le reconoce como "aquel tipo de The Cosby Show" quien interpretó al "marido de Sondra... Alvin [sic]". En el episodio "Frank's Pretty Woman" de la temporada 7, interpreta al mismo personaje, esta vez pretendiendo ser Tiger Woods. Dee, sin embargo, le reconoce y le llama la atención como el tipo que pretendió ser McNabb en los tryouts de los Eagles. Él entonces admite que no es Tiger Woods pero afirma ser el actor Don Cheadle.
En 2007, Owens apareció como invitado en That's So Raven como el padre de Eddie, en el episodio "The Way We Were". Él también apareció en el estreno de temporada de Las Vega de NBC.
En 2008, apareció junto a Paul Campbell, Andy Griffith, Doris Roberts, Liz Sheridan, Marla Sokoloff y Juliette Jeffers en la comedia romántica Play The Game.
En 2010, apareció en la serie de ABC Family The Secret Life of the American Teenager como el mediador nombrado por el Tribunal. También aparecido en la serie de ABC FlashForward en el episodio "The Garden of Forking Paths", interpretando a un investigador.
En 2011, Owens representó al personaje de Casca en la Compañía de Teatro de Shakespeare en su producción Free-For-All de Julio César.
En 2015, representó a un obstetra en la serie de dramática de la NBC The Slap, en un episodio titulado "Ritchie".
En 2017, interpretó al ayudante de un decano en la serie dramática de FoxLucifer, en un episodio titulado "Deceptive Little Parasite".
En 2018, se publicaron en The Daily Mail unas fotografías de Owens trabajando en un Trader Joe's, lo cual muchos habían calificado como "avergonzar el trabajo." Owens estuvo de acuerdo con la calificación de "avergonzar el trabajo", y debido a la atención indeseada dejó su empleo en Trader Joe's. La historia llegó al productor Tyler Perry a ofrecerle a Owens un papel de diez episodios en The Haves and the Have Nots. Owens también obtuvo un papel de estrella invitada en NCIS: New Orleans y papeles secundarios en las películas Fatale y Hide and Seek.

### Enseñanza
Owens es el fundador y director artístico de The Brooklyn Shakespeare Company. Ha enseñado interpretación y sobre Shakespeare en la Universidad de Columbia, Yale, the Adult School of Montclair y Pace University. Además de desarrollar su propio taller privado de Shakespeare, ha sido un profesor invitado en universidades, teatros, estudios e institutos en el área metropolitana de Nueva York. También ha sido juez para la Competición Nacional de Shakespeare en las semifinales en el Lincoln Center durante al menos veinticinco años.

## Vida personal
En 1995, Owens se casó con Josette, su mujer. Tienen un hijo.